# Doménový expert
Doménový expert je odborník v určité věcně vymezitelné oblasti (tzv. problémové doméně, též business domain). Ta může být vymezena široce (např. automobilový průmysl), nebo naopak velmi specificky (zpracování mzdové agendy). Expertem může být kdokoli bez ohledu na pracovní zařazení – může jím být jak pracovník helpdesku, tak divizní ředitel – důležitá je pouze míra hloubky znalostí, kterou v dané oblasti má. Doménový expert může sehrát důležitou roli jako klíčový uživatel v analýze (informačního) systému, který vzniká (nebo je upravován) za účelem podpory (business) cílů, které si stanoví aktér (podnik) pohybující se v dané problémové doméně. Pokud má business analytik možnost spolupracovat s doménovým expertem ochotným sdílet své know-how, výhodou je především rychlost, s jakou může proniknout do řešené problematiky (v porovnání např. se studiem dokumentace).